# Stericta flavopuncta
Stericta flavopuncta is een vlinder uit de familie van de snuitmotten (Pyralidae). De wetenschappelijke naam van de soort is voor het eerst geldig gepubliceerd in 1995 door Inoue & Sasaki.